# Milešovka
Milešovka är ett berg i Tjeckien. Det ligger i den nordvästra delen av landet, 60 km nordväst om huvudstaden Prag. Toppen på Milešovka är 837 meter över havet.
Terrängen runt Milešovka är huvudsakligen lite kuperad. Milešovka är den högsta punkten i trakten. Runt Milešovka är det ganska glesbefolkat, med 38 invånare per kvadratkilometer. Närmaste större samhälle är Ústí nad Labem, 13,7 km nordost om Milešovka. I omgivningarna runt Milešovka växer i huvudsak blandskog.